# Фонтероси (Кјети)
Фонтероси (итал. Fonterossi) је насеље у Италији у округу Кјети, региону Абруцо.
Према процени из 2011. у насељу је живело 34 становника. Насеље се налази на надморској висини од 402 м.